# Paul Haviland

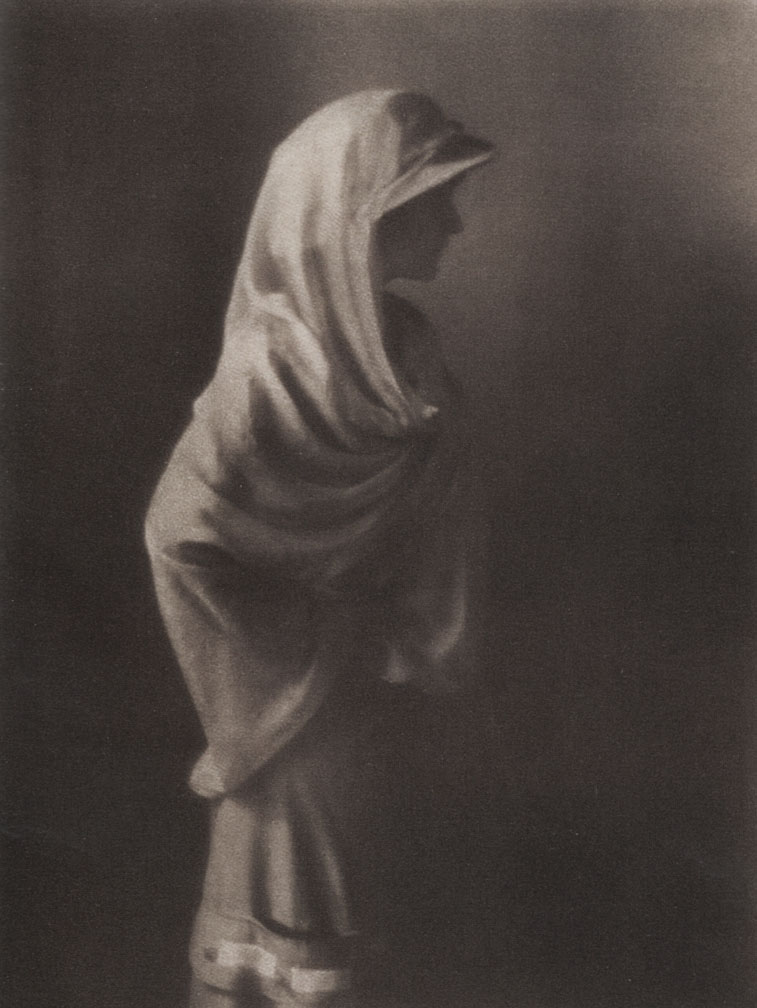
Paul Haviland: Miss Doris Keane, publikováno v Camera Work, č. 39, 1912

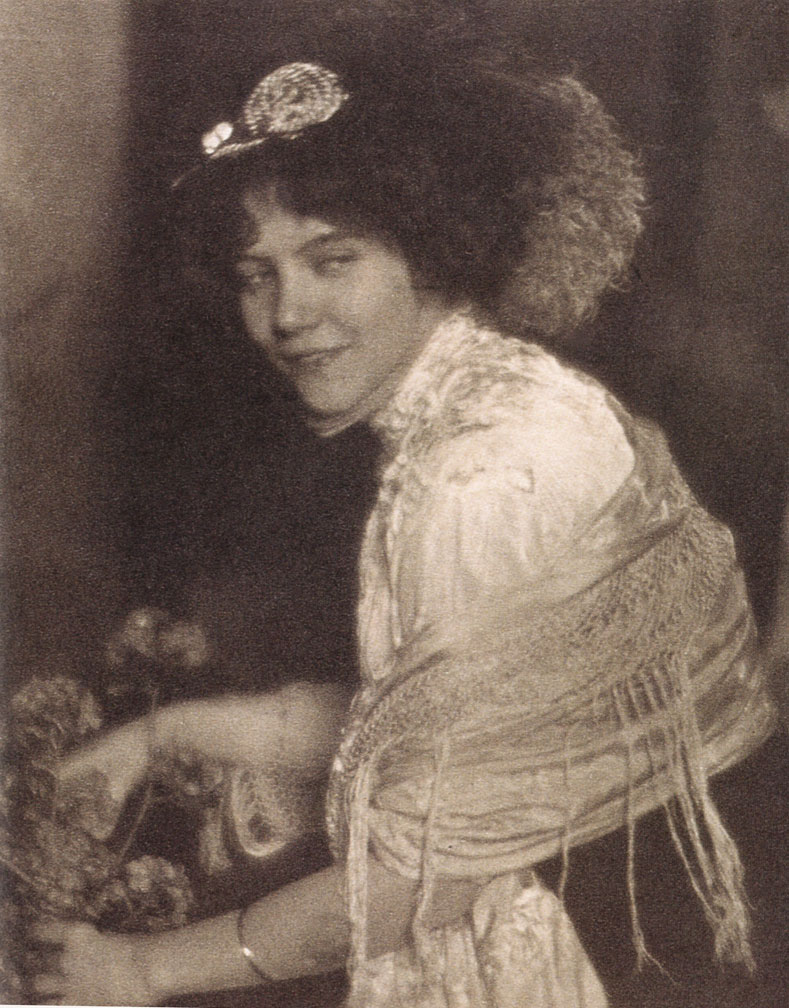
Paul Haviland: Miss G.G., publikováno v Camera Work, č. 28, 1909

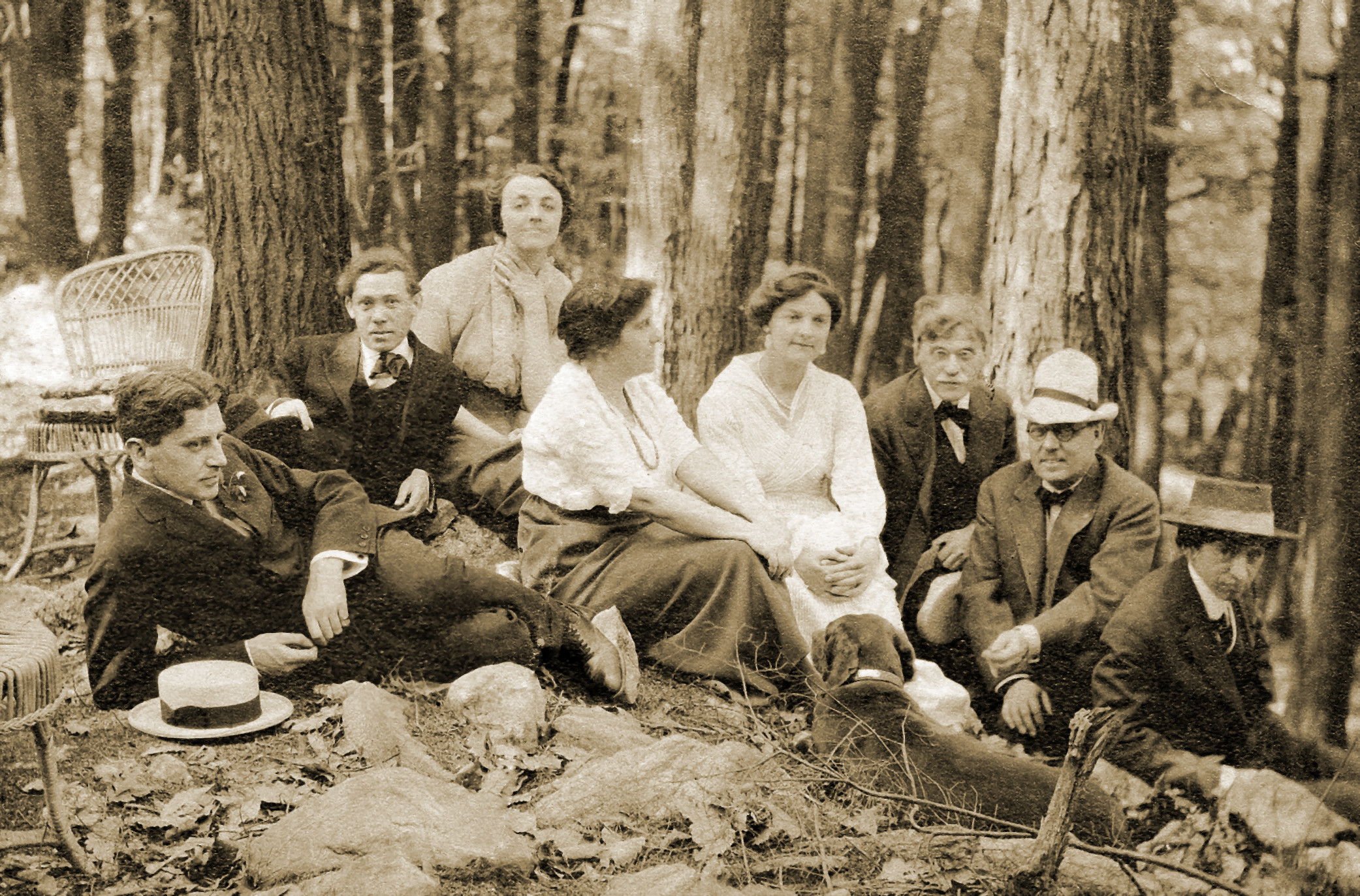
Skupina výtvarníků pod stromy v newyorském Mount Kiscu v roce 1912; zleva: Paul Haviland, Abraham Walkowitz, Katharine Rhoadesová, Stieglitzova žena Emily, Agnes Ernstová (Eugene Meyerová), Alfred Stieglitz, J. B. Kerfoot, John Marin, otištěno v časopisu American Art

Paul Burty Haviland (17. června 1880 – 21. prosince 1950) byl americký fotograf, spisovatel a kritik umění narozený ve Francii, který byl úzce spjat s Alfredem Stieglitzem a spolkem Fotosecese.

## Životopis
Haviland se narodil jako syn Charlese Fielda a Madeleine Burty Havilandové v Paříži. Jeho otec vlastnil firmu Haviland & Co., což byl známý výrobce porcelánu v Limoges, jeho matka byla dcerou kritika umění Philippa Burtyho. Jeho rodina byla na svou dobu velmi bohatá a Haviland vyrůstal obklopen uměním, hudbou a divadlem.
Bakalářský titul získal na Pařížské univerzitě, v letech 1899-1902 absolvoval postgraduální studium na univerzitě v Harvardu. Po absolvování působil v letech 1901-17 v New Yorku jako zástupce firmy svého otce. Dělal svou práci tak, aby svému otci vyhověl, ve skutečnosti však v kanceláři trávil minimum času.
Začátkem roku 1908 se se svým bratrem Frankem, který byl také fotografem, šli podívat na výstavu kreseb Augusta Rodina v Galerii 291, kde se setkal s Alfredem Stieglitzem. Oba bratři si na výstavě koupili nějaká díla, brzy poté se s Stieglitzem spřátelili a vedli společně dlouhé diskuse o umění a kultuře. Haviland galerii považoval za „unikátní oázu vzdělávání“ a začal v ní trávit většinu svého času.
O několik měsíců později, Stieglitz uvažoval o uzavření galerie kvůli vysokému nájmu. Jakmile se to Haviland dozvěděl, šel hned za pronajímatelem a podepsal s ním tříletý pronájem na ještě větší prostor, který byl přímo přes chodbu. Stieglitz byl za tuto velkorysost Havilandovi vděčný a na další desetiletí se z obou stali téměř nerozluční přátelé a kolegové.
Začátkem roku 1909 začal Haviland psát pravidelné sloupky pro Stieglitzův časopis Camera Work, ve kterém mu byla později v témže roce zveřejněna jedna z jeho portrétních fotografií (Miss G. G., č. 28, říjen). O rok později byl jmenován zástupcem šéfredaktora. Měl také funkci tajemníka galerie a pomohl zorganizovat mnoho výstav francouzských umělců.
V roce 1912 Haviland získal první cenu na výroční výstavě fotografií Johna Wanamakera ve Philadelphii (posuzoval Stieglitz). O několik měsíců později bylo v časopise Camera Work zveřejněno dalších šest jeho fotografií (č. 39, 1912).
V roce 1913 (vydáno 1916) Haviland spolu s Marius de Zayasem vydali jednu z prvních rozsáhlých knih o moderním umění pod názvem A Study of the Modern Evolution of Plastic Expression (New York, 1913 nebo 1916) (Studie o moderní evoluci obrazného výrazu) (New York, 1913)." Kniha byla „jedním z prvních pokusů vypořádat se ze základními problémy moderního umění.“
V roce 1914 měl ve Stieglitzově galerii 291 samostatnou výstavu jeho bratr Frank Burty Haviland. Později téhož roku byly v Camera Work zveřejněny ještě dva Havilandovy snímky (v čísle 46).
V roce 1915 se Haviland spojil s dalšími dvěma lidmi, kteří se stali pravidelnými návštěvníky „291“ - Agnes Meyerovou a Ernestem de Zayasem. Byli všichni frustrováni tím, jak Stieglitz v té době nakládal s umělci a cítili, že Galerie 291 uvízla na slepé koleji. Naplánovali novou publikaci, aby pomohli Stieglitzovi a jeho galerii nabrat novou energii. Haviland se brzy stal jednou z hnacích sil nové myšlenky a také redaktorem nově vzniklého radikálního časopisu nazvaného na počest galerie „291“. Další rok Haviland se svými spolupracovníky investoval do nakladatelství a vydavatelství časopisu hodně své energie a času. Snažili se po vypuknutí první světové války oživit newyorskou uměleckou scénu ještě společně se spisovatelkou a mecenáškou Agnes Ernstovou-Meyerovou. Následující rok strávil de Zayas většinu času a energie na redigování a vytváření prací pro nový časopis. Jeho interpretace básní Meyerové a dalších autorů byla počátkem konceptu vizuální poezie ve Spojených státech. Přestože byl časopis 291 výtvarně zdařilý, nebyl atraktivní pro širokou veřejnost a jeho vydávání bylo zastaveno po dvanácti číslech.
V roce 1916 Havilanda zavolal jeho otec zpátky do Francie, aby se dohodli o dalším osudu rodinné firmy v Limoges. Kvůli otcově špatnému zdravotnímu stavu zůstal ve Francii a následující rok se oženil se Suzanne Laliqueovou, dcerou slavného sklářského návrháře Reného Laliqua, který projektoval sklo ve stylu art nouveau.
Během pobytu ve Francii si Haviland často se Stieglitzem korespondoval, ale s ohledem na nevěstu a větší angažování v rodinném podniku se již nikdy do New Yorku nevrátil.
Jeho otec zemřel v roce 1922 a několik let poté byl Haviland zcela pohlcen právními pletkami o vlastnictví podniku. Majetkové pře byly nakonec v roce 1925 vyřešeny a Haviland svůj podíl investoval do nákupu panství pocházejícího ze 17. století. Svou energii začal investovat do vinice a strávil zbytek svého života pěstováním a výrobou vína a žil jako farmář-džentlmen, který nebyl závislý na příjmech.
Haviland zemřel v Paříži ve Francii v roce 1950.

## Galerie

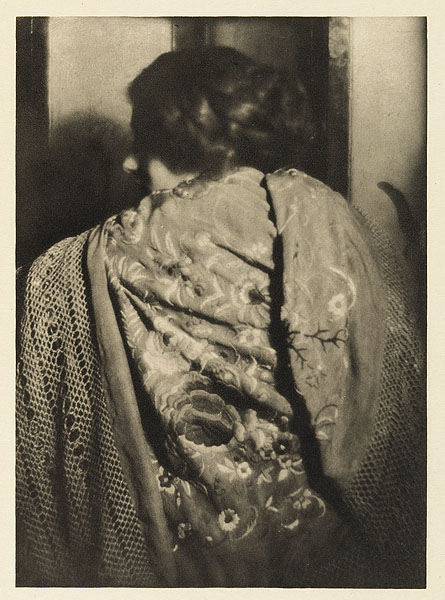
Camera Work 38
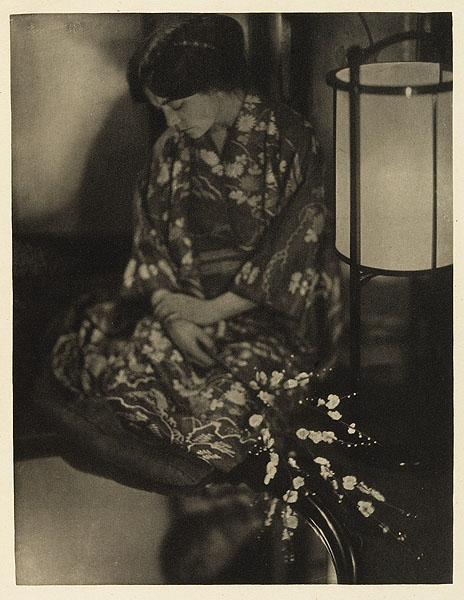
Camera Work 38
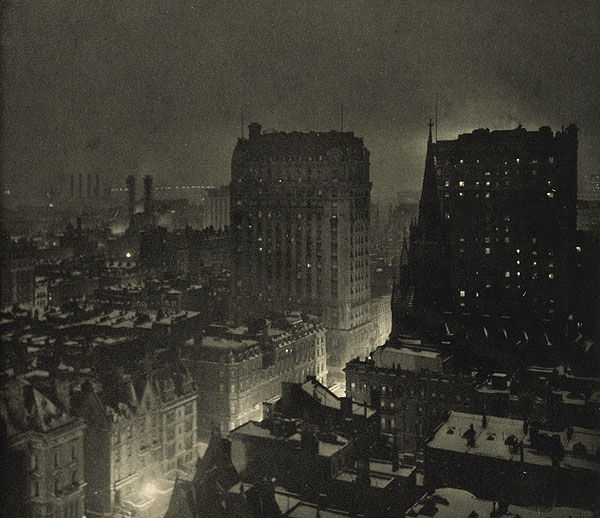
Camera Work 46
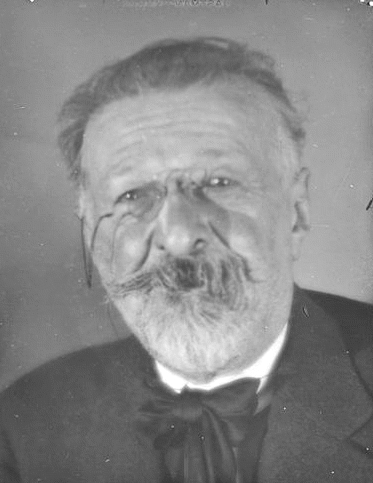
Georges Picard
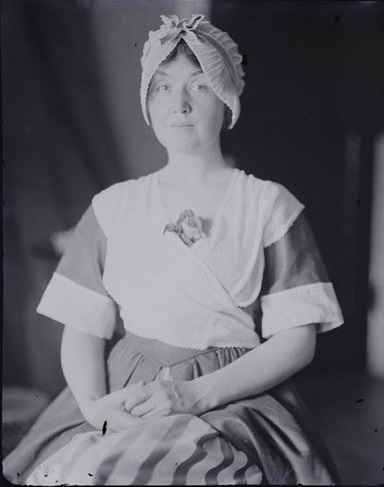
Loraine Wyman
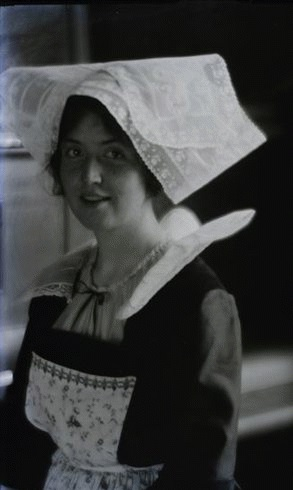
Loraine Wyman
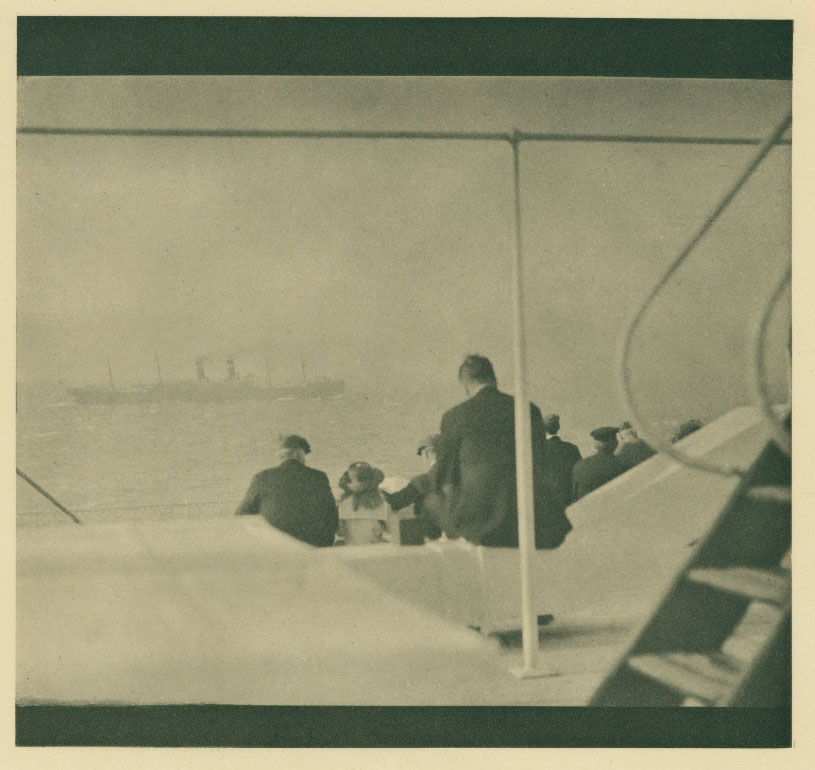
Passing Steamer photogravure